# Marlon Acácio
Marlon Acácio (nacido como Marlon August, Johannesburgo, 9 de julio de 1982) es un deportista sudafricano que compitió en judo (desde 2014 participó bajo la nacionalidad mozambiqueña). Ganó una medalla de bronce en el Campeonato Africano de Judo de 2008 en la categoría de –73 kg.

## Palmarés internacional
| Representando a Sudáfrica |                    |                   |           |
| Campeonato Africano       |                    |                   |           |
| Año                       | Lugar              | Medalla           | Categoría |
| 2008                      | Agadir (Marruecos) | Medalla de bronce | –73 kg    |